# Portales (estación del Metro de Ciudad de México)
Portales es una de las estaciones que forman parte del Metro de la Ciudad de México, perteneciente a la Línea 2. Se ubica al sur de la Ciudad de México, en la alcaldía Benito Juárez.

## Información general
El nombre proviene de la colonia donde se ubica la estación, ya que antiguamente existió una ladrillera en los terrenos de la colonia, que en su edificio principal levantó una serie de portales de ladrillo. Su isotipo representa la silueta de un portal (arco que corona una entrada).

### Afluencia
En el 2014, la estación presentó una afluencia promedio anual de 17 967 personas.
| Tipo de día   | Afluencia promedio |
| ------------- | ------------------ |
| Día laboral   | 19 505             |
| Fin de semana | 14 944             |
| Día festivo   | 9 845              |
| Total anual   | 17 967             |

La siguiente tabla muestra la afluencia de la estación en los últimos 10 años:
| Afluencia Anual de Pasajeros | Afluencia Anual de Pasajeros | Afluencia Anual de Pasajeros | Afluencia Anual de Pasajeros | Afluencia Anual de Pasajeros | Afluencia Anual de Pasajeros |
| ---------------------------- | ---------------------------- | ---------------------------- | ---------------------------- | ---------------------------- | ---------------------------- |
| Año                          | Afluencia                    | A Diario                     | Ranking                      | Incremento                   | Ref.                         |
| 2023                         | 6,196,514                    | 16,976                       | 72°/187                      | +12.00%                      | [ 3 ]                        |
| 2022                         | 5,532,672                    | 15,158                       | 74°/175                      | +49.87%                      | [ 4 ]                        |
| 2021                         | 3,691,622                    | 10,114                       | 82°/195                      | -22.40%                      | [ 5 ]                        |
| 2020                         | 4,757,544                    | 12,998                       | 64°/195                      | -41.99%                      | [ 6 ]                        |
| 2019                         | 8,201,726                    | 22,470                       | 72°/195                      | -5.27%                       | [ 7 ]                        |
| 2018                         | 8,658,198                    | 23,721                       | 63°/195                      | +7.20%                       | [ 8 ]                        |
| 2017                         | 8,076,454                    | 22,127                       | 72°/195                      | -0.18%                       | [ 9 ]                        |
| 2016                         | 8,090,763                    | 22,105                       | 80°/195                      | +3.00%                       | [ 10 ]                       |
| 2015                         | 7,855,275                    | 21,521                       | 80°/195                      | -1.25%                       | [ 11 ]                       |
| 2014                         | 7,954,929                    | 21,794                       | 77°/195                      | -5.89%                       | [ 12 ]                       |

## Conectividad

### Salidas
- Calzada de Tlalpan entre Calle Hamburgo y Calle Víctor Hugo, Colonia Albert.
- Calzada de Tlalpan entre Calzada Santa Cruz y Calle Víctor Hugo, Colonia Portales.